# 弗雷德里克·马士曼·贝里
弗雷德里克·马士曼·贝里（英語：Frederick Marshman Bailey，1882年2月3日—1967年4月17日），英國陸軍軍官和探險家。

## 生平
生于印度拉合尔，死于英国诺福克郡斯蒂夫基，大博弈末期人物。麥克馬洪線是根據他在西藏的探勘而劃定。
他曾担任英国驻江孜商务委员和驻亚东商务委员及驻锡金政务官，在西藏及中亚地区的探險工作使他有機會從事摄影、採集蝴蝶和戰利品狩獵。他有2000多只鸟类标本在英国伦敦自然史博物馆展出，伦敦大英图书馆收藏有他的论文和大量照片。